# Albert Berg (Maler, 1825)

Mitglieder der preußischen Ostasienexpedition, Nr. 8 Albert Berg

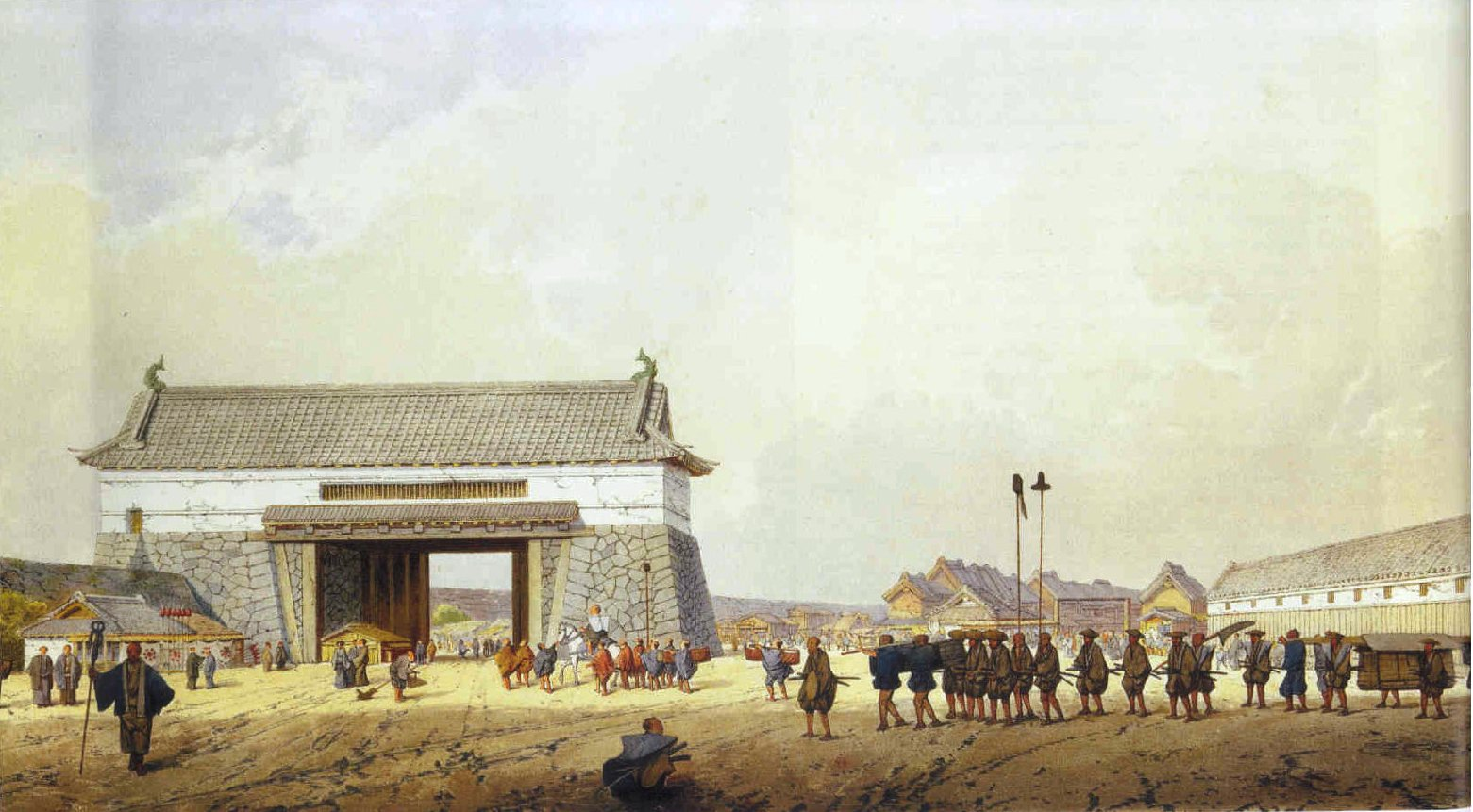
Aquarell Bergs eines Tores am Schloss von Edo

Albert Berg (* 15. Juni 1825 in Berlin; † 20. August 1884 in Hallstatt im Salzkammergut) war ein deutscher Landschaftsmaler und Museumsdirektor.

## Leben
Ursprünglich für den diplomatischen Dienst bestimmt, studiert er zunächst ab 1842 in Genf Jura und nahm auch Zeichen- und Malunterricht. Nach einem Italienaufenthalt begleitete 1844 den Großherzog Friedrich Franz von Mecklenburg-Schwerin auf einer mehrmonatigen Reise durch Sizilien über Malta nach Konstantinopel und konzentrierte sich immer mehr auf die Landschaftsmalerei. Auf Anregung Alexander von Humboldts unternahm er 1849 eine Reise nach Neu-Granada und publizierte 1854 ein Werk zur dortigen Vegetation. Durch Humboldt wurde Friedrich Wilhelm IV. auf Berg aufmerksam, er unternahm 1853/54 in offiziellem Auftrag eine Reise nach Rhodos und Westkleinasien. 1860 bis 1862 nahm er als Landschaftsmaler an der Preußischen Ostasienexpedition nach Japan und China teil.
Er wurde 1880 zum ersten Direktor für das Schlesische Museum der Bildenden Künste in Breslau bestellt und leitete es bis zu seinem Tod 1884.
Der Thieme-Becker bezeichnet seine Zeichnungen lediglich als „höchst sauber ausgeführt und wissenschaftlich wertvoll, aber künstlerisch nicht vielsagend“.

## Schriften
- Physiognomie der tropischen Vegetation Süd-Amerika's; dargestellt durch eine Reihe von Ansichten aus den Urwäldern am Magdalenenstrome und den Anden von Neu-Granada, nebst dem Bruchstück eines Briefes von Alexander von Humboldt an den Verfasser, und einer Vorrede von Friedrich Klotzsch. Colnaghi, London 1854.
  - Englisch: Physiognomy of tropical vegetation in South America. A series of views illustrating the primeval forests on the river Magdalena, and in the Andes of New Grenada. Colnaghi, London 1854 (archive.org).
- Ueber die Chimaera. Mitgeth. v. Herrn Al.v. Humboldt. In: Zeitschrift für allgemeine Erdkunde. 3, 1854, S. 307–314. (Digitalisat)
- Die Insel Rhodus. Aus eigener Anschauung und nach den vorhandenen Quellen historisch, geographisch, archäologisch, malerisch beschrieben und durch Originalradierungen und Holzschnitte nach eigenen Naturstudien und Zeichnungen illustrirt. 2 Bände. Westermann, Braunschweig 1861/62. (Digitalisat Band 1, Band 2).
- (Mitarbeiter) Die Preussische Expedition nach Ost-Asien. 4 Bände. Berlin 1864–1873. (siehe auch Werke (als Digitalisat und Volltext) von Albert Berg im Deutschen Textarchiv.)